# Argali
Argali (Ovis ammon), znan tudi kot gorska ovca, je divja ovca, ki izvira iz visokogorja zahodne Vzhodne Azije, Himalaje, Tibeta in gorovja Altaj.

## Opis
Ime 'argali' je mongolska beseda za divje ovce. Je največja vrsta divjih ovc. Argali merijo v višino ramen 85 do 135 cm in 136 do 200 cm v dolžino od glave do dna repa. Samica ali ovca je precej manjša, včasih tehta manj kot polovico manj kot samec ali oven. Ovce lahko tehtajo od 43,2 do 100 kg, ovni pa običajno od 97 do 328 kg, z največjo poročano maso 356 kg). Pamirski argali (imenovan tudi ovca Marka Pola, ker jih je prvi opisal ta popotnik), O. a. polii, je v povprečju največja rasa, običajno meri v dolžino več kot 180 cm brez repa in ima manj spolno dimorfne telesne mase kot večina drugih podvrst. Argali ima sorazmerno najkrajši rep med divjimi kozjimi antilopami ali ovcami, poročajo o dolžini repa 9,5–17 cm.
Splošna barva se med živalmi razlikuje, od svetlo rumene do rdečkasto rjave in temno sivo rjave. Argali ali nyan iz Himalaje je običajno razmeroma temen, medtem ko so tisti iz ruskih območij pogosto relativno svetel. Poleti je dlaka pogosto rahlo lisasta z vzorcem soli in popra. Hrbet je temnejši od stranic, ki postopoma svetlijo. Obraz, rep in zadnjica so rumenkasto bele barve. Samec ima belkast ovratnik in hrbtni greben ter je običajno nekoliko temnejše barve kot samica. Samci imajo dva velika roga v obliki vijaka zamaška, nekateri v skupno dolžino merijo 190 cm in tehtajo do 23 kg. Samci uporabljajo svoje rogove za tekmovanje med seboj. Samice imajo tudi rogove, vendar so veliko manjši, običajno merijo manj kot 60 cm v skupno dolžino.

## Taksonomija
Trenutno je priznanih devet podvrst argalijev:
- Altajski argali (O. a. ammon) se pojavlja v gorovju Altaj v zahodni Mongoliji; njeno območje razširjenosti se obrobno razteza proti severu v republiki Gorni Altaj in Tuva v sibirski Rusiji, skrajni severovzhod Kazahstana in jugozahodno v Šindžjang na Kitajskem.
- Karagandski argali (O. a. collium) naseljuje regijo Karaganda v vzhodnem in osrednjem Kazahstanu
- Gobi argali (O. a. darwini) živi v severni Kitajski in južni Mongoliji
- Tibetanski argali (O. a. hodgsoni) se pojavlja v Indiji, Nepalu, Butanu in na Kitajskem
- Severnokitajski argali (O. a. jubata) je omejen na severovzhodno Kitajsko
- Tian Shan argali (O. a. karelini) naseljuje Tjanšan v vzhodnem Kirgizistanu
- Karatavski argali (O. a. nigrimontana) naseljuje gorovje Karatau v Kazahstanu
- Ovca Marco Polo (O. a. polii) naseljujejo Afganistan, Kitajsko, Kirgizistan, Pakistan in Tadžikistan
- Severtzov argali (O. a. severtzovi) živi v Kirgizistanu, Tadžikistanu in Uzbekistanu

Genetska analiza mtDNK več podvrst argalijev je pokazala, da je argali iz Altaja in Gobija tesno združeni s podvrsto O. vignei bochariensis, medtem ko je argali iz Karagande in Kara Tau združeni z podvrsto O. vignei arkal.

## Razširjenost in življenjski prostor
Argali sega od osrednjega Kazahstana na zahodu do province Šanši na Kitajskem na vzhodu in od gorovja Altaj na severu do Himalaje na jugu. So vrsta gorskih območij, ki živijo na nadmorski višini od 300 do 5800 m. V zavarovanih območjih ima vrsta na splošno raje položna območja z mehkim razčlenjenim terenom, čeprav se ovce z jagnjeti pogosto nastanijo na bolj strmih območjih, za katera so značilni kanjoni in nazobčane skale. Na območjih, kjer jih intenzivno lovijo (na primer v Kazahstanu), jih najverjetneje najdemo v gozdnatih območjih. V delih Kitajske in Rusije, kjer tekmujejo za vire s številnimi domačimi živalmi, se argali pogosteje naselijo na prepadnih, nazobčanih območjih. Argali morda išče regije v gorah, kjer pozimi snežna odeja ni gosta, po vetrovih, ki odpihujejo sneg z zemlje. Ovne na splošno pogosteje najdemo na višjih nadmorskih višinah kot samice in pozimi ostanejo na višjih nadmorskih višinah dlje.

## Vedenje in ekologija
Argali živi v čredah, ki običajno štejejo od dve do 150 živali, ločenih po spolu, razen v času rojevanja. Večina populacij kaže veliko število odraslih samic, ki predstavljajo več kot polovico lokalne populacije, proti približno 20 % odraslih samcev in nadaljnjih 20 % mladičev. Nekateri ovni so samotarji, večino pa jih opazimo v majhnih čredah, ki štejejo od tri do 30 osebkov. Samice in njihovi mladiči živijo v večjih skupinah, redno do 92 osebkov in izjemoma do 200 živali. Poročali so o selitvenih čredah, zlasti samcih. Zdi se, da je večina selitev povezana s sezonsko zmanjšanimi viri hrane, čeprav lahko premike sprožijo tudi preveliko število grizečih žuželk, zlasti konjskih muh, huda suša ali požari, krivolov s strani ljudi in veliko število domače živine. S svojimi dolgimi nogami lahko črede hitro potujejo iz kraja v kraj. Argali poleti običajno živijo na višjih legah.
Argali doseže paritveno zrelost pri starosti dveh do treh let. Ruk se lahko pojavi od oktobra do sredine januarja in običajno traja dlje v nižjih legah. V trkajočih se čredah tako ovni kot ovce napadajo druge svojega spola, pri čemer se bojujejo tako, da drug drugega nabijajo z rogovi. Čeprav se takšne skupine ukvarjajo z jagnječjo igro, je boj para zrelih samcev resen posel. Ovni se zaletavajo drug v drugega, s prednjimi nogami v zraku in delujejo dovolj močno, da jih slišijo do 800 m stran. Pogosto starejši samci (nad šest let), ki so pogosto tudi največji, postanejo prevladujoči, mlajši samci pa so pregnani, ko so ovce v estrusu. Ko se vzpostavi prevlada, se začnejo vrhunski ovni približevati ovcam in vohajo njihov urin, da ugotovijo njihovo dojemljivost. Oven se nato večkrat približa ovci in jo na silo zajaha. Parjenje se začne približno dva do tri tedne po začetku gojenja. Ovni lahko ostanejo v družbi ovc do dva meseca po koncu obdobja gonjenja.
Obdobje brejosti traja nekaj več kot 165 dni. Kotitve se zgodijo konec marca ali aprila, pri čemer je različno število samic neplodnih. Večina podvrst skoti eno jagnje, čeprav pri nekaterih rasah dvojčki niso redkost in celo pet jih je naenkrat. Ob rojstvu jagnjeta tehtajo 2,7–4,6 kg. Novorojeno jagnje in mati ovca ostaneta okoli mesta, kjer se porodi, čez noč in naslednji dan oba običajno hodita skupaj. Jagenjčki se pogosto igrajo v skupinah, skupaj skačejo gor in dol, včasih pa se jim pridružijo tudi matere. Pridobivanje teže je pogosto precej hitro in jagnjeta lahko do svojega prvega rojstnega dne tehtajo 10-krat večjo od porodne teže. Samice pogosto dosežejo svojo največjo maso pri starosti dveh let, vendar se zdi, da samci v tretjem in četrtem letu še naprej rastejo in postajajo težji. Mlečni zobje se razvijejo pri starosti približno treh mesecev, celoten niz zob pa se razvije pri približno šestih mesecih. Ko se jim razvijejo zobje, so jagnjeta sposobna paše, vendar jih ovce dojijo od avgusta do maja naslednjega leta. Večina argalijev živi pet do deset let, v naravi pa lahko živijo tudi 13 let.
Odrasel argali poje 16–19 kg hrane na dan. Rastlinstvo, ki ga ima vrsta najraje, se razlikuje glede na nadmorsko višino in območje. V višjih legah se prehranjujejo predvsem s travami, šaši in travnatimi rastlinami. Na srednjih rastiščih se pogosteje prehranjujejo z grmovjem in mezofitnimi travami. V najnižjih območjih in obronkih puščav spet prevladujejo trave in šaši, vendar pogosto drugačnih vrst kot visokogorski. V severno-osrednjem Kazahstanu so kalčki, listi, cvetovi in plodovi pomembni za prehrano vse leto, medtem ko se zdi, da so redko prehransko dopolnilo v preostalem območju. Argali potrebujejo vodo, kar redko predstavlja težavo za živali, ki živijo na visokih nadmorskih višinah, kjer redno naletijo na taljenje snega in majhne vodne poti. V bolj suhem podnebju lahko argali v iskanju vode prepotujejo več kilometrov. Ko je na voljo, argali zlahka zaužijejo slano prst.

## Plenilci
Čeprav sta lokalno simpatična s sibirskim kozorogom, imata obe vrsti različne habitate in pašnike, kar zmanjšuje verjetno konkurenco. V Tibetu mora argal redno tekmovati z drugimi pašnimi vrstami za pašo, vključno s tibetansko antilopo, baralom, Thoroldovim jelenom in divjimi jaki. Najresnejša konkurenca je pri živini, predvsem pri domačih jakih in domačih ovcah, s katerimi so se argali pogosto prisiljeni mešati in iz njih pogosto nanesejo bolezni in zajedavce. Glavni plenilci argalov so himalajski volkovi, ki pogosto izkoriščajo težke zimske razmere (kot je globok sneg), da ujamejo divje ovce, čeprav lahko ujamejo in vzamejo primerke katere koli starosti ali stanja skozi vse leto. Snežni leopardi so tudi plenilci argalijev vseh starosti. Evrazijski ris in rosomah redko ubijata argale, običajno pozimi oslabljene ovce. Lisice in domači psi (predvsem tisti, ki jih redijo ovčarji) bodo plenili jagnjeta. Opaženi so bili rjavi jastrebi, brkati ser in planinski orel, ki so morda na plenilski način krožili med čredami ovc z jagnjeti, v gnezdih planinskega orla pa so opazili ostanke jagnjet argala. Manjše plenilce, kot so ptice ujede in manjši mesojedi sesalci, napadejo ovce matere, vendar v prisotnosti večjih plenilcev ovce hitro pobegnejo, jagnjeta pa jim sledijo.

## Ohranjanje
Argali je na rdečem seznamu IUCN uvrščen med potencialno ogrožene. Lovijo ga zaradi mesa in rogov, ki se uporabljajo v tradicionalni kitajski medicini, krivolov pa je še vedno velika grožnja. Iztrebljen je bil v severovzhodni Kitajski, južni Sibiriji in delih Mongolije.
V Azad Džamuju in Kašmirju je uvrščen na seznam ogroženih vrst.
Ugotovitve v zvezi z mitohondrijskim genomom in razvoj medvrstnih zarodkov za prenos jedra med argalijem in ovcami bi lahko dolgoročno pomagale pri ohranjanju vrste.